# Wilco Klop
Wilco Klop (Babberich, 31 oktober 1963) is een Nederlands voormalig voetballer die als verdediger speelde. Hij kwam uit voor Go Ahead Eagles, Vitesse, N.E.C. en VV Rheden.
Klop begon bij SV Babberich en werd in het seizoen 1977/78 tweede in de leeftijdscategorie 13/14 van de nationale wedstrijd van het FIFA/ Coca Cola Wereld Voetbal Ontwikkelingsprogramma; een voetbalspel dat bestond uit acht onderdelen waaraan over twee leeftijdscategorieën 3000 kinderen deelnamen. De ouders van winnaar Ricardo Moniz zagen de prijs, deelname aan het wereldkampioenschap dat bij het wereldkampioenschap voetbal 1978 in Argentinië gehouden werd, niet zitten waardoor Klop samen met Eric Ossel (categorie 15/16 van VV Kapelle) afgevaardigd werd door de KNVB. Beiden eindigen in de middenmoot en bezochten enkele wk-wedstrijden waaronder de finale en mogen in de kleedkamer bij het Nederlands elftal komen. Klop ging naar het internaat van Go Ahead Eagles.
Op 26 februari 1983 debuteerde Klop bij Go Ahead Eagles in de uitwedstrijd in de Eredivisie tegen PSV (5-0 nederlaag). In 1984 ging hij voor Vitesse spelen en in 1986 ging hij naar N.E.C.. Klop speelde nog lang voor VV Rheden in de Hoofdklasse en werd nadien trainer in het amateurvoetbal. Hij is in 2021 trainer bij het Zutphense ZVV Be Quick.